# Wappen der Landschaften Finnlands
Diese Liste zeigt die Wappen der 19 Landschaften Finnlands.
Die Landschaften Finnlands (finnisch maakunnat, schwedisch landskap) sind regionale Verwaltungseinheiten und führen ihren Ursprung zumeist auf die historischen Landschaften aus der Zeit der schwedischen Herrschaft zurück.

## Liste
| Lage | Wappen               | Region                                                     | Anmerkungen |
| ---- | -------------------- | ---------------------------------------------------------- | --- |
|      | Åland                | Åland                                                      | Wappenbeschreibung: In Blau ein laufender goldener Hirsch mit goldenem Geweih. Auf dem Wappen ruht eine flache Perlenkrone. |
|      | Kainuu               | Kainuu (Kajanaland)                                        | Wappenbeschreibung: Im goldenen Wappen liegt ein grüner Balken. Dieser teilt oben nach dem Tannenschnitt und unten nach dem Wellenschnitt. |
|      | Tavastia Proper      | Kanta-Häme (Egentliga Tavastland)                          | Wappenbeschreibung: Im roten Schild ein laufender goldener Luchs mit goldener Zunge und schwarzen Ohrenspitzen über dem drei silberne sechszackige Sterne schweben und unter ihm vier (1;3) silberne Rosen sind. |
|      | Kymenlaakso          | Kymenlaakso (Kymmenedalen)                                 | Wappenbeschreibung: Im von Blau und Weiß geteilten Schild ist oben ein weißer wachsender nach rechts gebogener Fisch (Lachs) mit anders gefärbten Flossen und unten ist ein blaues Netz aufgelegt. |
|      |                      | Lappland (Lappi, Lapland)                                  | Wappenbeschreibung: In Rot ein mit grüner kurzen Hose bekleideter in Front stehender Wilder Mann mit schwarzen Bart und grünem Haarkranz eine goldene Keule über der rechten Schulter haltend. Auf den Schild ruht eine flache Perlenkrone. Symbolik: Das Wappen der Landschaft Lappland stammt von dem Wappen der historischen schwedischen Provinz ab und zeigt einen Wilden Mann im roten Schild. |
|      | Central Finland      | Mittelfinnland (Keski-Suomi, Mellersta Finland)            | Wappenbeschreibung: In Silber ein balzender rotgeschnäbelter schwarzer Auerhahn. |
|      | Central Ostrobothnia | Mittelösterbotten (Keski-Pohjanmaa, Mellersta Österbotten) | Wappenbeschreibung: In Blau ein rotbewehrter widersehender silberner Marder, über dem balkenweise drei und unter ihm zwei silberne nagelgespitzte Tatzenkreuze sind. Auf den Schild ruht eine flache Perlenkrone. |
|      | North Karelia        | Nordkarelien (Pohjois-Karjala, Norra Karelen)              | Wappenbeschreibung: In Rot zwei silberne Rechtarme aus dem Schildrand hervorbrechend, rechts mit goldenem Gelenkschutz ein silbernes goldgegrifftes Schwert und links einen goldgegrifften Krummsäbel schwingend. Zwischen den Armen schwebt eine goldene Krone. |
|      |                      | Nordösterbotten (Pohjois-Pohjanmaa, Norra Österbotten)     | Wappenbeschreibung: In Blau sechs (2;2;2) weiße flüchtende Hermeline mit schwarzen Schwanzspitzen. |
|      | North Savonia        | Nordsavo (Pohjois-Savo, Norra Savolax)                     | Wappenbeschreibung: Im schwarzen Schild ein goldener gespannter Bogen mit silberner Sehne. Der Bogen zeigt nach rechts oben und sein goldener Pfeil hat eine silberne Spitze und Befiederung. |
|      | Päijänne Tavastia    | Päijät-Häme (Päijänne Tavastland)                          | Wappenbeschreibung: In Blau eine fischgeschwänzte Jungfrau mit blonden wehenden Haaren lässt einen goldenen Vogel mit angelegten Schwingen und aufgestellten Schwanzfedern fliegen. |
|      | Ostrobothnia         | Österbotten (Pohjanmaa)                                    | Wappenbeschreibung: In Rot eine goldene Wasa-Garbe und darüber das goldene Schildhaupt mit vier (2;2) roten flüchtenden Hermelinen. |
|      | Pirkanmaa            | Pirkanmaa (Birkaland)                                      | Wappenbeschreibung: Im goldenen Schild trennt der Eisenhutschnitt das rote Schildhaupt. |
|      | Satakunta            | Satakunta (Satakunda)                                      | Wappenbeschreibung: Im von Blau und Gold geteilten Schild ein goldgekrönter rotbewehrter rotgezungter und rotgeaugter schwarzer Bär mit einem goldgegrifften silberner Schwert in beiden Pranken wird von zwei silbernen siebenzackigen Sternen begleitet. Auf den Schild ruht eine goldene Krone.                                                                                                   |
|      | South Karelia        | Südkarelien (Etelä-Karjala, Södra Karelen)                 | Wappenbeschreibung: In Rot und Schwarz als Schildfuß, durch einen schmaleren weißen Wellenbalken geteilt zeigt oben zwei schwebende silberne Rechtarme, rechts mit goldenem Gelenkschutz ein silbernes goldgegrifftes Schwert und links einen goldgegrifften. Krummsäbel schwingend. |
|      | South Ostrobothnia   | Südösterbotten (Etelä-Pohjanmaa, Södra Österbotten)        | Wappenbeschreibung: In Blau drei pfahlgestellte weiße flüchtende Hermeline mit schwarzen Schwanzspitzen. |
|      | South Savonia        | Südsavo (Etelä-Savo, Södra Savolax)                        | Wappenbeschreibung: Im schwarzen Schild ein goldener gespannter Bogen mit silberner Sehne. Der Bogen zeigt nach links oben und sein goldene Pfeil hat eine silberne Spitze und Befiederung. |
|      | Uusimaa              | Uusimaa (Nyland)                                           | Wappenbeschreibung: Im blauen Schild ein goldenes Ruderboot mit Pinne zwischen zwei silbernen Wellenbalken. |
|      | Finland Proper       | Varsinais-Suomi (Egentliga Finland)                        | Wappenbeschreibung: In Rot ein goldgekrönter goldener Spangenhelm en face (dem Betrachter zugewandt) gestellt, hinter dem zu jeder Seite eine blaue Flagge mit kleinem dreieckigen Einschnitt an der Flugseite und mit goldenem Kreuz am goldenen Stock weht. Auf dem Wappen ruht eine goldene Krone.                                                                                                |